# Exequatur
Exequàtur és un document definit en la Convenció de Viena sobre relacions consulars que expedeix el govern d'un estat sobirà a un cònsol pel qual se l'autoritza a exercir les seves tasques consulars en representació d'aquell estat.